# زربي أبو يحيى المؤذن
زربي بن عَبد الله الأزدي البصري أبو يحيى المؤذن، تابعي، مُحدث ضعيف الرتبة، مولى هند بنت المهلب، ويُقال: مولى هشام بن حسان، وهو إمام مسجد هشام بْن حسان ومؤذنه.

## روايته للحديث النبوي
- روى عن: أنس بن مالك، ومحمد بن سيرين.
- روى عنه: بشر بن ثابت البزار، وحرمي بْن عمارة بْن أَبي حفصة، وعبد الصمد بن عبد الوارث، وأبوه عبد الوارث بن سَعِيد، وعُبَيد بْن واقد، وعُمَر بْن عبد الواحد العطار، ومسلم بن إبراهيم، وموسى بْن إسماعيل، وأبو سَعِيد مولى بْني هاشم.[1]
- الجرح والتعديل: قال محمد بن إسماعيل البخاري: «فيه نظر.» وَقَال الترمذي: «له أحاديث مناكير عن أنس وغيره.»، وَقَال أَبُو أَحْمَد بْن عَدِيّ: «أحاديثه، وبعض متون أحاديثه منكرة»، روى له الترمذي وابن ماجة.[1]